# Мессьє 77
Мессьє 77 (також відома як М77, NGC 1068 та Cetus A) — є спіральною галактикою з баром в сузір'ї Кита. Входить до числа перелічених в оригінальній редакції нового загального каталогу. M77 має видиму зоряну величину приблизно 9,6 і її можна побачити за допомогою невеликого телескопа. Найкраще за нею спостерігати в грудні. Мессьє 77 є яскравим прикладом сейфертівської галактики або галактики з інтенсивно активним центром, який закритий газом і пилом у видимому світлі.

## Відкриття
Відкривачем цього об'єкта є Мешен П'єр Франсуа Андре, який вперше спостерігав за об'єктом 29 жовтня 1780. Він ідентифікував Мессьє 77 як галактичну туманність. Потім Мешен повідомив про своє відкриття Шарлю Мессьє, який згодом включив об'єкт у свій каталог .  І Мессьє, і Вільям Гершель описали цю галактику як зоряне скупчення.  Однак сьогодні відомо, що M77 є галактикою.

## Зображення

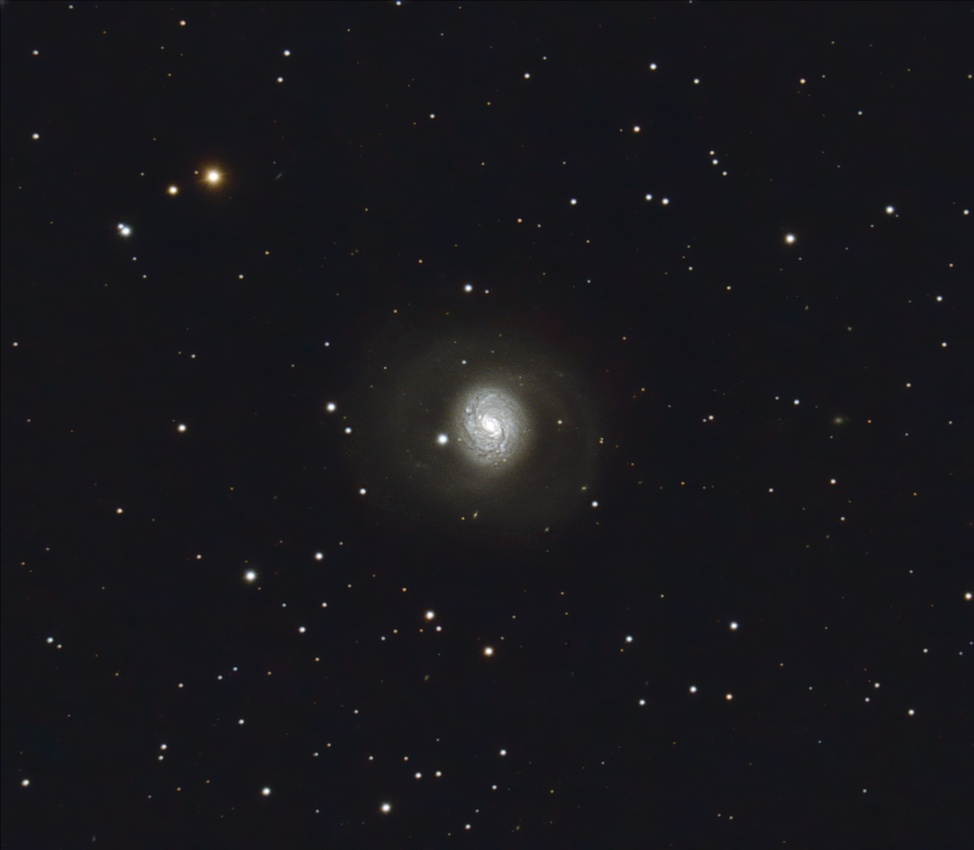
M77 в аматорський телескоп.
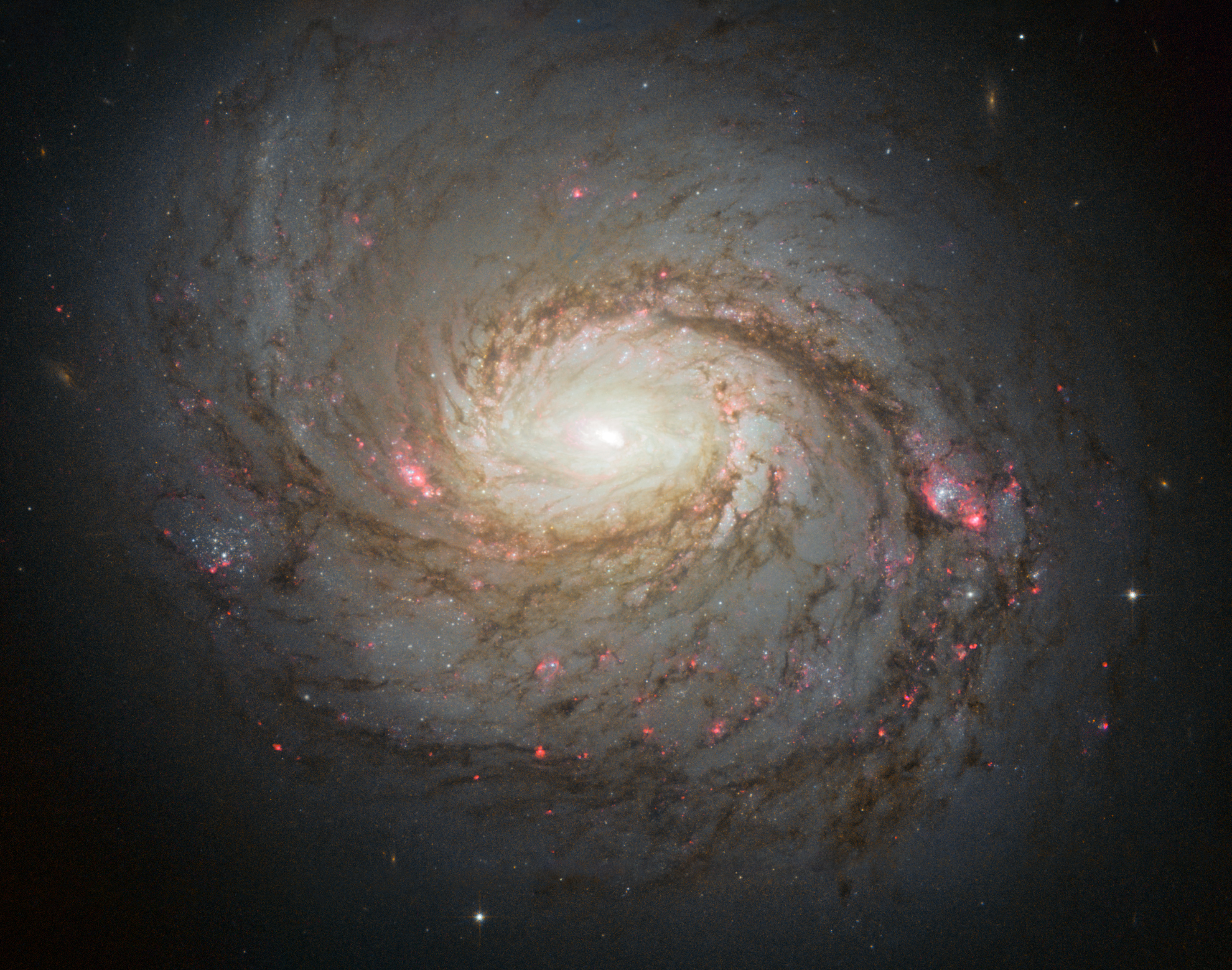
Космічний телескоп Хаббла M77 core

## Навігатори
| ◄ NGC 1064 \| NGC 1065 \| NGC 1066 \| NGC 1067 \| NGC 1068 \| NGC 1069 \| NGC 1070 \| NGC 1071 \| NGC 1072 ► |

Координати:  02г 42м 40.7с, −00° 00′ 48″